# Hedyjoppa aurantacea
Hedyjoppa aurantacea är en stekelart som beskrevs av Cameron 1904. Hedyjoppa aurantacea ingår i släktet Hedyjoppa och familjen brokparasitsteklar. Inga underarter finns listade i Catalogue of Life.